# Alte Universität (Magonza)
La Domus Universitatis (Alten Universität) di Magonza, è l'antico palazzo dell'Università realizzato in stile rinascimentale tra il 1615 e il 1618. L'edificio ospitava le facoltà teologica e filosofica dell Università di Magonza e una scuola di latino dei Gesuiti. 

## Storia
Il palazzo dell'Antica Università fu costruito tra il 1615 e il 1618 dall' Ordine dei Gesuiti sotto il dominio dell'elettore e arcivescovo di Magonza Johann Schweikhard von Kronberg. Inizialmente era utilizzato come scuola di latino dei gesuiti e per gli studenti delle facoltà teologica e filosofica dell'Università di Magonza.
L'edificio fu eretto relativamente privo di ornamenti, ma emergeva, per le sue dimensioni, nel paesaggio urbano. La facciata si estende su quattro piani. Al piano terra ci sono due portali decorati dallo scultore di Aschaffenburg, Johannes Juncker. Le colonne dei portali sono enfatizzate, sul tetto sopra il terzo piano, da timpani. All'interno le volte del terzo piano sono più alte di quelle degli altri piani e vi si trova l'auditorium universitario. Sull'asse dei portali e dei timpani , sul tetto, sono presenti due guglie. Il tetto ha due file di abbaini.
Dopo la soppressione della Compagnia di Gesù, nel 1773, l'edificio fu consegnato all'università e, nel 1781, divenne l'edificio centrale per tutte le facoltà. Durante l'assedio e bombardamento di Magonza il tetto venne incendiato. Durante la nuova occupazione da parte dei francesi, l'edificio divenne una caserma e rimase tale anche dopo che i francesi trasferirono il presidio nella fortezza di Magonza fino al 1889. Successivamente fu utilizzato per uffici e come sede dell'amministrazione della città.
A seguito del bombardamento della città vecchia, nell'agosto del 1942, l'edificio andò a fuoco. Fu ricostruito parzialmente nel 1952.
Nel 1998 il tetto dovette essere rimosso a causa della fatiscenza e venne ricostruito nel 2005 in base all'aspetto originale.
L'edificio attualmente ospita il Leibniz-Institut für Europäische Geschichte.